# 福田忠兼
福田 忠兼（ふくだ ただかね、生没年不詳）は、戦国時代から安土桃山時代の武将。肥前国福田城主。肥前大村氏家臣。官位は大和守。

## 生涯
福田兼次の子として生まれる。兄に福田丹波（諱不詳）が居たが、対後藤貴明の最前線であった波佐見松山城主だった時に敵対していた後藤貴明に降った。そのため、家督を継いだ。
永禄6年（1563年）に横瀬浦が焼き討ちに遭うと、永禄7年（1564年）から翌8年（1565年）にかけて、兼次や忠兼の所領であった福田に南蛮貿易港が開港し、教会が建設された。イエズス会の本国への報告書では、この永禄年間に福田城下には1000人を超えるキリシタンが居たとされる。
この福田港の繁栄を妬んだ松浦隆信は同年、福田港に攻撃を加えるが、忠兼らはこれを撃退した。
天正年間には福田城や手熊館、丸木館を築城し、福田支配をより強化した。しかし、永禄13年/元亀元年（1570年）に長崎港が開港すると、徐々に福田港は衰退することとなった。
その後、忠兼は天正9年（1586年）に大村純忠の娘を息子の兼親の妻に迎えた。そして同年に龍造寺隆信に通じた近隣の樒氏（式見氏）を追討した褒美として、樒氏の支城であった舞岳城を与えられた。